# Tartas
 Tartas  (en occitano Tartàs) es una población y comuna francesa, situada en la región de Aquitania, departamento de Landas, en el distrito de Dax y dos cantones (cantón de Tartas-Est y cantón de Tartas-Ouest creados en 1801) separados por el río Midouze.
Los dos cantones fueron abolidos en 2015 y reemplazados por el fr:Canton du Pays morcenais tarusate.

## Demografía
| 2950 | 2952 | 3078 | 2958 | 2769 | 2844 |
| Para los censos de 1962 a 1999 la población legal corresponde a la población sin duplicidades (Fuente: INSEE [Consultar]) |      |      |      |      |      |